# Aristolochia yungasensis
Aristolochia yungasensis là một loài thực vật có hoa trong họ Aristolochiaceae. Loài này được Rusby mô tả khoa học đầu tiên năm 1907.